# Cantorchilus guarayanus
El cucarachero del Guarayos (Cantorchilus guarayanus), también denominado ratona de pecho crema, ratona pecho ocre (en Paraguay) o kuirurusu (en guaraní), es una especie de ave paseriforme perteneciente al género Cantorchilus de la familia Troglodytidae. Es nativo de regiones bajas del centro de América del Sur.

## Distribución y hábitat
Se distribuye por las tierras bajas del noreste de Bolivia (este de Pando, este de La Paz, este de Cochabamba, Beni, Santa Cruz), adyacente Brasil (este de Rondônia, suroeste de Mato Grosso, oeste de Mato Grosso do Sul) y extremo noreste de Paraguay.
Vive en los bordes del bosque, en el bosque de galería y el pantanal, asociado con concentraciones de palmas Scheelea, por debajo de los 400 m de altitud.

## Descripción
Mide 13 a 14 cm de longitud. El color de su plumaje oscila del castaño al rufo por encima y el del pecho del ante al ocre. Sus muslos, vientre y flancos son rufos y tiene barras negras en las alas y la cola. Tiene listas superciliares y la garganta son de color crema y en las mejillas presenta rayas blancas y marrón oscuro.